# Diccionario español de ingeniería
El Diccionario español de ingeniería (DEI) es un diccionario, editado por la Real Academia de Ingeniería de España, con 50 000 voces sobre materias técnicas e ingenieriles como astronáutica, agropecuaria, telecomunicación, química industrial, biomedicina, informática, etc.
Escrito entre 2004 y 2014, tanto por lingüistas como por académicos científico-técnicos, se trata de un lexicón en línea de consulta abierta y gratuita.

## Ramas
El Diccionario Español de Ingeniería abarca las ramas de:
- Astronáutica, naval y transportes
- Agroforestal
- Construcción
- Tecnologías de la información y las comunicaciones
- Seguridad y defensa
- Química industrial
- Energía
- Ingeniería biomédica
- Ingeniería general